# جزيرة ميونغان
جزيرة ميونغان وهي جزيرة من جزر إندونيسيا، وتقع ضمن جزر كانغيان في إقليم جاوة الشرقية.